# Карлос Руїс (гватемальський футболіст)
Карлос Умберто Руїс Гутьєррес (ісп. Carlos Humberto Ruíz Gutiérrez, нар. 15 вересня 1979 Гватемала, Гватемала) — колишній гватемальський футболіст, що грав на позиції нападника.
Виступав, зокрема, за клуби «Мунісіпаль» та «Лос-Анджелес Гелаксі», а також національну збірну Гватемали. Рекордсмен національної команди як за кількістю проведених матчів (133), так й за кількістю забитих м'ячів (68).

## Клубна кар'єра
У дорослому футболі дебютував 1995 року виступами за команду клубу «Мунісіпаль», в якій провів сім сезонів, взявши участь у 143 матчах чемпіонату. Більшість часу, проведеного у складі «Мунісіпаля», був основним гравцем атакувальної ланки команди.
Протягом 2000—2001 років захищав кольори команди клубу «ПАС Яніна».
Своєю грою за останню команду привернув увагу представників тренерського штабу клубу «Лос-Анджелес Гелаксі», до складу якого приєднався 2002 року. Відіграв за команду з Лос-Анджелеса наступні два сезони своєї ігрової кар'єри. Граючи у складі «Лос-Анджелес Гелаксі» також здебільшого виходив на поле в основному складі команди.
Згодом з 2005 по 2016 рік грав у складі клубів «Даллас», «Лос-Анджелес Гелаксі», «Торонто», «Олімпія» (Асунсьйон), «Пуебла», «Аріс», «Філадельфія Юніон», «Веракрус», «Ді Сі Юнайтед» та «Мунісіпаль».
Завершив професійну ігрову кар'єру 2016 року у клубі «Даллас», у складі якого вже виступав раніше.

## Виступи за збірну
1998 року дебютував в офіційних матчах у складі національної збірної Гватемали. Протягом кар'єри у національній команді, яка тривала 19 років, провів у формі головної команди країни 133 матчі, забивши 68 голів. Обидва показники є найкращими серед усіх гравців в історії гватемальської збірної.
У складі збірної був учасником розіграшу Золотого кубка КОНКАКАФ 2002 року у США, розіграшу Золотого кубка КОНКАКАФ 2003 року у США та Мексиці, розіграшу Золотого кубка КОНКАКАФ 2005 року у США, розіграшу Золотого кубка КОНКАКАФ 2007 року у США, розіграшу Золотого кубка КОНКАКАФ 2011 року у США, розіграшу Золотого кубка КОНКАКАФ 2015 року у США та Канаді.